# Bröllopsklockor
"Bröllopsklockor" är en sång från 1991 skriven av Pugh Rogefeldt. Den finns med på Rogefeldts album Människors hantverk (1991), men utgavs också som singel samma år.
Singeln tog sig inte in på den svenska singellistan men låg på Svensktoppen mellan den 12 januari och 7 mars 1992 med en femteplats som bästa placering. Singelns tredje spår, "Grävmaskinen", fanns sedan tidigare utgiven på albumet Bolla och rulla (1974).
2005 spelade Rogefeldt in en ny version av låten tillsammans med Laleh Pourkarim, vilken utgavs på albumet Opluggad Pugh.

## Låtlista
Alla låtar är skrivna av Rogefeldt.
1. "Bröllopsklockor"
2. "Volvojärnet"
3. "Grävmaskinen"

### Fotnoter
1. 1 2 3 4  ”"Bröllopsklockor"”. Svensk mediedatabas. http://smdb.kb.se/catalog/search?q=pugh+rogefeldt+br%C3%B6llopsklockor&sort=OLDEST. Läst 19 januari 2013.
2. ↑  ”"Bröllopsklockor"”. Hitparad. http://hitparad.se/showitem.asp?interpret=Pugh+Rogefeldt&titel=Snart+kommer+det+en+vind&cat=s. Läst 19 januari 2013.
3. ↑  ”Svensktoppen 1992”. Sveriges Radio. http://sverigesradio.se/diverse/appdata/isidor/files/2023/3488.txt. Läst 19 januari 2013.